# Vera Duarte
Vera Valentina Benrós de Melo Duarte Lobo de Pina (Mindelo, 2 de octubre de 1952), conocida como Vera Duarte, es una escritora, activista por los derechos humanos, ministra y política de Cabo Verde ganadora en 1995 del Premio Norte-Sur con Peter Gabriel y el Premio Tchicaya U Tam'si por el poesía de África, entre otros. Se la considera la primera jueza de Cabo Verde.

## Trayectoria
Nació en la isla de São Vicente en 1952. Pasó su infancia y primera juventud en Mindelo, hasta que en 1970 fue a Portugal para estudiar. En 1976 se licenció derecho en la Universidad de Lisboa. Con el objeto de continuar con la magistratura judicial, también asistió al Centro de Estudios judiciales en Lisboa.
A su vuelta a Cabo Verde, trabajó como pasó a trabajar como Jueza Consejera del Tribunal Supremo de Justicia, tras ser directora general en el Ministerio de Justicia y Fiscal en las ciudades de Praia y Mindelo. Fue asistente del Presidente de la República de Cabo Verde. Se convirtió en ministra de Educación de Cabo Verde. Durante su mandato, Por su parte, autorizó la apertura de la Universidad de Santiago, la primera con presencia en el interior de Cabo Verde.
En 1993, realizó su debut literario con el libro de poesía Amanhã Amadrugada. En 1994 participó en el Primer Encuentro de Escritores de Cabo Verde. Como escritora, gran parte de su obra se centra en los derechos humanos, la emancipación de la mujer y la importancia de la literatura.
Fue miembro de la Comisión Nacional de Derechos Humanos y Ciudadanía de Cabo Verde, la Comisión Internacional de Juristas y de 1987 a 1999, presidenta de la Comisión Africana de Derechos Humanos y de los Pueblos, siendo la primera mujer comisaria en esta institución.
Como activista, Duarte trabajó para acabar con la opresión que afectaba a varias comunidades y grupos, principalmente las mujeres y las comunidades sin acceso a la educación. Con su labor, logró revolucionar ciertos aspectos de la sociedad caboverdiana y combatir la violencia contra la mujer. Fue una pionera, siendo la primera mujer en entrar en ciertos campos e impulsar cambios en ellos.

## Reconocimientos
En 1981, fue la ganadora del concurso nacional de poesía promovido por la Organización de Mujeres de Cabo Verde. En 1985, fue incluida en el "International Register of Profiles" y en 1984 y 1986 en la publicación "The World Who's Who of Woman".
En 1995, fue reconocida con el Premio Norte-Sur de Derechos Humanos del Centro Norte-Sur del Consejo de Europa como reconocimiento a su lucha en defensa de los derechos humanos. Ese mismo año, obtuvo la Distinção Máxima em Pioneirismo Feminino.
Recibió el Premio de Literatura Sonangol por su primera novela, A Candidata (2003). En 2005, fue condecorada con la Medalla al Mérito Cultural con motivo del 30.º aniversario de la independencia de Cabo Verde.

## Obra

### Poesía
- 1993 - Amanhã amadrugada
- 2001 - O arquipélago da paixão
- 2005 - Preces e súplicas ou os cânticos da desesperança
- 2010 - Exercícios poéticos

### Narración
- 2003 - A candidata

### Ensayo
- 2007 - Construindo a utopia